# ミレニアムキッチン
株式会社ミレニアムキッチン（英: Millennium Kitchen Co.,Ltd.）は、コンピューターゲームソフトウェアの企画制作およびデジタルコンテンツの制作を主な事業内容とする日本の企業。社名は、千年（ミレニアム）つぶれない竈（）という意味。

## 概要
1997年12月1日設立。2013年11月1日、有限会社から株式会社に組織変更。代表取締役は『ぼくのなつやすみシリーズ』のゲームデザイナーでもある綾部和。
筆のタッチを活かしたアニメーションのような背景画と3Dポリゴンキャラクターの組み合わせを得意とする。代表作は『ぼくのなつやすみシリーズ』（発売元: ソニー・コンピュータエンタテインメント）。
2013年11月14日には子会社・惑星プロジェクト設立。2014年4月8日に火星カレーを池袋にオープンしている。

## 主な参加作品
| 発売年 | タイトル                                                          | プラットフォーム            |
| ------ | ----------------------------------------------------------------- | --------------------------- |
| 2000年 | ぼくのなつやすみ                                                  | PlayStation                 |
| 2002年 | ぼくのなつやすみ2 海の冒険篇                                      | PlayStation 2               |
| 2006年 | ぼくのなつやすみポータブル ムシムシ博士とてっぺん山の秘密!!       | PlayStation Portable        |
| 2007年 | ぼくのなつやすみ3 -北国篇- 小さなボクの大草原                     | PlayStation 3               |
| 2009年 | ぼくのなつやすみ4 瀬戸内少年探偵団「ボクと秘密の地図」            | PlayStation Portable        |
| 2010年 | ぼくのなつやすみポータブル2 ナゾナゾ姉妹と沈没船の秘密!           | PlayStation Portable        |
| 2005年 | ぼくらのかぞく                                                    | PlayStation 2               |
| 2013年 | 怪獣が出る金曜日                                                  | ニンテンドー3DS             |
| 2021年 | クレヨンしんちゃん 「オラと博士の夏休み」〜おわらない七日間の旅〜 | Nintendo Switch、PS4、Steam |
| 2023年 | なつもん! 20世紀の夏休み                                          | Nintendo Switch             |
| 2024年 | なつもん! 20世紀の夏休み ゆうやけの島とラジオ局                   | Nintendo Switch             |

| 発売年 | タイトル                             | プラットフォーム       | 担当内容                                                           |
| ------ | ------------------------------------ | ---------------------- | ------------------------------------------------------------------ |
| 2003年 | フィッシュアイズ3 〜記憶の破片たち〜 | PlayStation 2          | 宣伝ビジュアル、パッケージ                                         |
| 2004年 | ポポロクロイス～月の掟の冒険～       | PlayStation 2          | 一部グラフィック（キャラモデリング）                               |
| 2008年 | 涼宮ハルヒの戸惑                     | PlayStation 2          | 一部グラフィック                                                   |
| 2008年 | とんがりボウシと魔法の365にち        | ニンテンドーDS         | 一部グラフィック（キャラモデリング、キャラデザイン）               |
| 2010年 | とんがりボウシと魔法のお店           | ニンテンドーDS         | 一部グラフィック                                                   |
| 2011年 | とんがりボウシとおしゃれな魔法使い   | ニンテンドーDS         | 一部グラフィック（キャラモデリング、マップモデリング）             |
| 2012年 | とんがりボウシと魔法の町             | ニンテンドー3DS        | 一部グラフィック（キャラモデリング、アイテム、服装バリエーション） |
| 2014年 | 黒子のバスケ 勝利へのキセキ          | ニンテンドー3DS        | 一部グラフィック（背景）                                           |
| 2015年 | STELLA GLOW                          | ニンテンドー3DS        | 一部グラフィック（武器、エフェクト、モンスター、モーション）       |
| 2024年 | クレヨンしんちゃん「炭の町のシロ」   | Nintendo Switch、Steam | スーパーバイザー、テーマソング作詞                                 |